# 九位抒情诗人

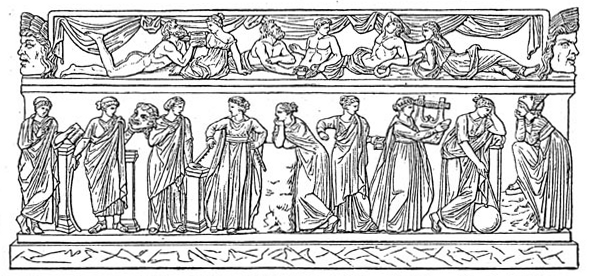
古希腊tsl|en|Nine lyric poets|亚历山大的学者们归纳的九位抒情诗人

[[File:Musae.png|thumb|right|古希腊{{tsl|en|Nine lyric poets|亚历山大的学者们归纳的九位抒情诗人]]
九位抒情诗人
，由亚历山大的学者们提出。他们按照诗歌的韵律对诗人们进行了分类，归纳出值得重点研究的古希腊九位抒情诗人。

## 名单
古希腊九位抒情诗人即：
| 人名         | 诗歌体 | 时间        | 地点           |
| ------------ | ------ | ----------- | -------------- |
| 阿尔克曼     | 合唱体 | 公元前7世纪 | 斯巴达         |
| 莎孚         | 独唱体 | 公元前7世纪 | 莱斯博斯岛     |
| 阿尔卡埃乌斯 | 独唱体 | 公元前7世纪 | 莱斯博斯岛     |
| 阿那克里翁   | 独唱体 | 公元前6世纪 | 忒欧斯         |
| 斯特西克鲁斯 | 合唱体 | 公元前6世纪 | 希梅拉         |
| 伊比库斯     | 合唱体 | 公元前6世纪 | 雷焦卡拉布里亚 |
| 西莫尼德斯   | 合唱体 | 公元前6世纪 | 凱阿島         |
| 品达         | 合唱体 | 公元前5世纪 | 底比斯         |
| 巴库利德斯   | 合唱体 | 公元前5世纪 | 凱阿島         |

一些诗人，如品达，将格律形式扩展到正旋舞歌、回舞歌和长短句交替三位一体。

## 内容
古希腊抒情诗从主题上大致可分为神话、战争、爱情、哲理四个方面，并且每一个方面都与时代氛围、文化背景有密切的联系。爱情主题是古希腊抒情诗的核心内容。

## 脚注
1. ↑  在大部分希腊文献中使用单词“melikos”（词来自“melos song”，朗诵调的歌）表示“抒情诗”；但也有其他文献使用单词“lyrikos”，这个词最终成为拉丁文与现代语言中的正式单词。
2. ↑  古代学者定义的流派基于格律形式来区分，而非诗歌内容。
3. ↑  九位抒情诗人的诗歌在传统上分为合唱体与独唱体，但也有一些现代学者质疑这样的分类。[1]